# 17354 Matrosov
17354 Matrosov eller 1977 EU1 är en asteroid i huvudbältet som upptäcktes den 13 mars 1977 av den rysk-sovjetiske astronomen Nikolaj Tjernych vid Krims astrofysiska observatorium på Krim. Den har fått sitt namn efter Vladimir Mefodievich Matrosov.
Asteroiden har en diameter på ungefär 7 kilometer.